# Francisco Cabello (tennista)
Francisco Cabello (Santa Fe (Argentina), 6 dicembre 1972) è un allenatore di tennis ed ex tennista argentino.

## Carriera
Cabello entro' al numero 456 del mondo della classifica Atp quando debutto' al Estoril Open 1997 e sconfisse al 3 set il numero 10 dei tempi Wayne Ferreira, dopo essere stato in svantaggio nel decisivo set per 0-3. Arrivo' ai quarti di finale in doppio 2 anni dopo, al Torneo Godó di Barcellona, assieme a Francisco Costa, dove riuscirono a sconfiggere nei sedicesimi di finale i vicecampioni dell'anno precedente Ellis Ferreira e Rick Leach

## Statistiche

### Singolare

#### Vittorie (1)
| Legenda                                            |
| Grande Slam (0)                                    |
| ATP World Tour Finals (0)                          |
| Masters Series / ATP Masters 1000 (0)              |
| International Series Gold / ATP World Tour 500 (0) |
| International Series / ATP World Tour 250 (0)      |

| Legenda superfici |
| Cemento (0)       |
| Terra rossa (0)   |
| Erba (0)          |

| Legenda tornei minori |
| Challenger (1)        |
| Futures (0)           |

| Numero | Data          | Torneo                  | Superficie  | Avversario in finale | Punteggio |
| 1.     | 5 aprile 1998 | Open Barletta, Barletta | Terra rossa | Salvador Navarro     | 6-4, 6-4  |

### Doppio

#### Vittorie (2)
| Numero | Data | Torneo                                  | Superficie  | Compagno         | Avversari in finale                 | Punteggio     |
| 1.     | 1998 | Montevideo Challenger, Montevideo       | Terra rossa | Agustín Calleri  | Paulo Taicher Cristiano Testa       | 6-4, 6-4      |
| 2.     | 1999 | Aschaffenburg Challenger, Aschaffenburg | Terra rossa | Michael Kohlmann | Vincenzo Santopadre Cristiano Testa | 1-6, 6-3, 6-4 |